# 李必恆
參數所指定的目標頁面不存在，建議更正成存在頁面或直接建立下列一個頁面（建立前請先搜尋是否有合適的存在頁面可以取代）：
- 李北岳

李必恒（?—?），字北岳，又字百药，高邮人。

## 生平
康熙年間人。幼年體弱多病。成年後，為诸生，以诗文驰名，江左十五子之一。晚年穷病以终。有《三十六湖草堂诗集》、《樗巢诗选》六卷。 